# František Zíta
František Zíta (ur. 29 listopada 1909 w Pradze, zm. 1 października 1977 tamże) – czeski szachista reprezentujący Czechosłowację, mistrz międzynarodowy od 1950 roku.

## Kariera szachowa
Od połowy lat 30. do połowy 50. XX wieku należał do ścisłej czołówki szachistów Czechosłowacji. Wielokrotnie startował w finałach indywidualnych mistrzostw kraju, zdobywając cztery medale: złoty (Praga 1943), dwa srebrne (Bratysława 1948, Poděbrady 1956) oraz brązowy (Praga 1953). Pomiędzy 1937 a 1954 r. czterokrotnie wystąpił na szachowych olimpiadach, zdobywając w 1939 r. w Buenos Aires srebrny medal za indywidualny wynik na V szachownicy. W 1957 r. zdobył w Wiedniu brązowy medal drużynowych mistrzostw Europy.
Startował w wielu turniejach międzynarodowych, nie odniósł jednak spektakularnych sukcesów, m.in. w 1942 r. podzielił IV-VI m. (za Miroslavem Katětovem, Emilem Richterem i Karelem Hromádką, wspólnie z Jaroslavem Šajtarem i Friedrichem Sämischem) w Choceniu, natomiast w 1943 r. podzielił IV-V m. (za Čenkiem Kottnauerem, Janem Foltysem i Ludkiem Pachmanem, wspólnie z Jaroslavem Šajtarem) w Zlinie. W 1957 r. był reprezentantem kraju na rozegranym w Sofii turnieju strefowym (eliminacji mistrzostw świata w szachach), zajmując X miejsce.
Według retrospektywnego systemu Chessmetrics, najwyżej sklasyfikowany był w styczniu 1944 r., zajmował wówczas 19. miejsce na świecie.